# The Battle of Polytopia
The Battle of Polytopia (letteralmente, "La battaglia di Polytopia") è un videogioco strategico a turni 4X sviluppato da Midjiwan AB e pubblicato inizialmente il 4 febbraio 2016 per Android e iOS.
Il giocatore è a capo di una delle sedici tribù presenti all'interno del gioco, a partire dalla quale deve sviluppare una fiorente civiltà e affrontare le altre, in un mondo low poly. È possibile giocare contro delle Intelligenze Artificiali oppure contro altri giocatori, sia in modalità locale che online.

## Sviluppo
The Battle of Polytopia venne inizialmente pubblicato per iOS nel febbraio 2016 con il nome di Super Tribes.
Nel giugno dello stesso anno, il nome del gioco venne cambiato in quello attuale a causa di problemi relativi al marchio. In seguito il gioco uscì per Android, il 1º dicembre 2016. Il multigiocatore online venne distribuito il 15 febbraio 2018. Una versione per desktop distribuita attraverso Steam venne pubblicata il 4 agosto 2020. Il 25 dicembre 2020 il gioco venne implementato nelle autovetture Tesla.

## Modalità di gioco
The Battle of Polytopia è un videogioco di strategia a turni per uno o più giocatori, originariamente progettato per dispositivi mobili. È possibile giocare gratuitamente in singolo o in multigiocatore locale ("Passa e Gioca"), mentre è necessario effettuare un acquisto per potere giocare in multigiocatore online. Ci sono sedici tribù giocabili, quattro delle quali sono gratuite, mentre le restanti sono a pagamento. Ogni partita è giocata su una mappa generata casualmente, in modo che non possano esistere due partite uguali tra di loro.
Le modalità sono tre, "Perfezione", nella quale l'obiettivo è ottenere il punteggio più alto possibile nell'arco di trenta turni, "Dominio", senza limite di turni, dove l'obiettivo è sottomettere le capitali nemiche e infine "Creativa", una modalità particolare nella quale è possibile modificare le impostazioni a proprio piacimento, incluso l'obiettivo, che può essere uno dei precedenti oppure assente.

## Tribù
Esistono attualmente 16 tribù all'interno del gioco, di cui 12 umane e 4 speciali, che hanno accesso a competenze uniche. Di seguito è riportata una lista delle tribù.
| Nome     | Competenza di partenza                                | Data di uscita    | Colore       |
| -------- | ----------------------------------------------------- | ----------------- | ------------ |
| Xin-Xi   | Scalata                                               | 4 febbraio 2016   | Rosso        |
| Imperius | Cooperazione                                          | 4 febbraio 2016   | Blu          |
| Bardur   | Caccia                                                | 4 febbraio 2016   | Nero         |
| Oumaji   | Cavalcare                                             | 4 febbraio 2016   | Giallo       |
| Kickoo   | Pesca                                                 | 4 febbraio 2016   | Verde lime   |
| Hoodrick | Arco                                                  | 23 marzo 2016     | Marrone      |
| Luxidoor | Nessuna, ma iniziano con una città di livello 2       | 23 marzo 2016     | Viola        |
| Vengir   | Forgiatura                                            | 23 giugno 2016    | Bianco       |
| Zebasi   | Agricoltura                                           | 4 agosto 2016     | Arancione    |
| Ai-Mo    | Meditazione                                           | 1º dicembre 2016  | Turchese     |
| Quetzali | Scudi                                                 | 19 ottobre 2017   | Verde scuro  |
| Yădakk   | Strade                                                | 13 settembre 2018 | Cremisi      |
| Aquarion | Nessuna, ma sono in grado di addestrare unità anfibie | 8 giugno 2017     | Salmone      |
| ∑∫ỹriȱŋ  | Incantesimo                                           | 24 maggio 2018    | Fucsia       |
| Polaris  | Congelamento                                          | 11 giugno 2019    | Beige        |
| Cymanti  | Agricoltura (modificata)                              | 18 febbraio 2021  | Verde chiaro |

## Iniziative
Dal febbraio del 2019 il ricavato delle vendite della tribù "Zebasi" è stato investito in prestiti agli investitori nel campo del fotovoltaico. Midjiwan AB ha investito €50 000 a luglio 2019 e €100 000 a luglio dell'anno successivo.
Midjiwan AB ha inoltre devoluto parte dei suoi guadagni provenienti dal gioco a The Canopy Project, per supportare il suo impegno per la riforestazione.